# Joe George
Joe George est un acteur américain, né le 30 juillet 1927 au Massachusetts et décédé le 31 juillet 1992 à Los Angeles en Californie.

## Filmographie partielle

### Longs métrages
- 1970 : Portrait d'une enfant déchue (Puzzle of a Downfall Child) : un homme dans le bar
- 1971 : Some of My Best Friends Are : Al
- 1972 : Meurtres dans la 110e Rue (Across 110th Street) de Barry Shear : Gaiti
- 1977 : Le Toboggan de la mort (Rollercoaster) : un gardien
- 1984 : Running Hot : l'officier Berman
- 1984 : Protocol de Herbert Ross : le barman
- 1990 : Bad Jim : le banquier
- 1990 : Moe's World
- 1992 : Round Trip to Heaven : l’inspecteur Hoot

### Téléfilm
- 1989 : Appel au secours (A Cry for Help: The Tracey Thurman Story) : le capitaine Kyker

### Séries télévisées
- 1979 : L'Homme à l'orchidée (Nero Wolfe) : O'Dell
- 1989 : Day by Day : Joe